# エヴァンデル・ダ・シウヴァ・フェレイラ
エヴァンデル（Evander）ことエヴァンデル・ダ・シウヴァ・フェレイラ（ポルトガル語: Evander da Silva Ferreira、1998年6月9日 - ）は、ブラジルのサッカー選手。ポジションはMF。MLSのFCシンシナティ所属。

## クラブ歴
2016年3月5日のカンピオナート・カリオカで85分にネネに代わって投入されて初出場。11月8日のカンピオナート・ブラジレイロ・セリエAで初得点。2018年1月31日のコパ・リベルタドーレス2018では2得点を記録し、コパ・リベルタドーレスの1試合で2得点を決めたヴァスコ・ダ・ガマの選手で最も若い選手となった。
2018年8月27日、FCミッティランに2019年夏までの期限で移籍。2019年1月、ミッティランはエヴァンデルを完全移籍で獲得することに合意した。

## 代表歴
2015年3月にU-17代表として2015 南米U-17選手権に出場し3得点。優勝して出場権を得た2015 FIFA U-17ワールドカップでもメンバーに選ばれ出場した。